# Agrotis brunneavirgata
Agrotis brunneavirgata är en fjärilsart som beskrevs av Tutt 1892. Agrotis brunneavirgata ingår i släktet Agrotis och familjen nattflyn. Inga underarter finns listade i Catalogue of Life.